# Din l-Art Ħelwa
Din l-Art Ħelwa ( Esta Tierra Dulce - palabras que aparecen en el primer verso del himno nacional maltés) es una organización voluntaria, no gubernamental y sin ánimo de lucro fundada en 1968 por el juez maltés Maurice Caruana Curran para salvaguardar el patrimonio cultural y el medio ambiente natural de Malta. Desde su fundación, Din l-Art Ħelwa ha restaurado numerosos sitios culturales de importancia histórica y ambiental. La organización promueve la preservación y protección de los edificios y monumentos históricos, el carácter de las ciudades y pueblos de Malta y los lugares de belleza natural. Din l-Art Ħelwa estimula la aplicación de las leyes existentes y la promulgación de otras nuevas para la protección del patrimonio natural y construido de Malta.
Desde 1965, Din l-Art Helwa ha restaurado 40 sitios nacionales. Cabe destacar que a esta organización se le encargó el mantenimiento y gestión de La Torre de Santa Águeda, Malta, en 1998 cuando las Fuerzas Armadas maltesas, que hasta entonces la habían usado como torre de radar y guardacostas, dejaron de necesitarla.  Din l-Art Ħelwa comenzó entonces los trabajos de restauración y los completó en dos años.